# Баннон, Эймонн
Эймонн Джон Баннон (англ. Eamonn John Bannon, 18 апреля 1958, Эдинбург, Великобритания) — шотландский футболист, игравший на позиции полузащитника. Выступал, в частности, за клуб «Данди Юнайтед», а также национальную сборную Шотландии.

## Клубная карьера
Во взрослом футболе дебютировал в 1976 году выступлениями за команду клуба «Харт оф Мидлотиан», в которой провёл три сезона, приняв участие в 71 матче чемпионата и забил 19 голов.
В течение 1979 года защищал цвета команды клуба «Челси».
Своей игрой за эту команду привлёк внимание представителей тренерского штаба клуба «Данди Юнайтед», к составу которого присоединился в 1979 году. Сыграл за команду из Данди следующие девять сезонов своей игровой карьеры. Большую часть времени, проведённого в составе «Данди Юнайтед», был основным игроком команды.
С 1988 по 1996 год играл в составе команд клубов «Харт оф Мидлотиан», «Хиберниан» и «Стенхаусмюир».
В 1996 году возглавлял тренерский штаб клуба «Фалкирк» в течение нескольких месяцев.
Завершил профессиональную игровую карьеру в нижнелиговом клубе «Спартанс», за команду которого выступал на протяжении 1997—1999 годов.
В 2009 году был включен в Зал славы футбольного клуба «Данди Юнайтед», наряду с бывшими партнёрами по команде, такими как Дэвид Нейри, Пол Хегарти и Пол Старрок.

## Выступления за сборные
В течение 1978—1980 годов привлекался к составу молодёжной сборной Шотландии. На молодёжном уровне сыграл в 7 официальных матчах и забил 1 гол.
В 1979 году дебютировал в официальных матчах в составе национальной сборной Шотландии. В течение карьеры в национальной команде, которая длилась 8 лет, провёл в форме главной команды страны 11 матчей и забил 1 гол.
В составе сборной был участником чемпионата мира 1986 года в Мексике.